# О’Коннелл, Шон
Шон О'Коннелл (англ. Sean O'Connell род. 2 сентября 1983 Коттидж-Гров, США) - американский боец смешанных единоборств, Чемпион PFL в полутяжелом весе. Завершил карьеру в 2019 году, на данный момент является комментатором PFL. Также выступал в UFC и MFC.
Шон также известен своими «перфомансами» во время битвы взглядов, чтобы разрядить напряжённую атмосферу перед боями.

## Биография
О'Коннелл родился в Коттидж-Гроув, штат Миннесота. Учился в средней школе Джордана в Сэнди, штат Юта и там же участвовал в соревнованиях по футболу и борьбе. В старшей школе О'Коннелл был членом престижной футбольной группы Pain Train, в которую собирались только самые сильные нападающие. Однако из-за конкуренции О'Коннелл переходил в три разных университета, включая университет Южной Юты и Университет Юты, чтобы получать больше игрового времени. Чтобы улучшить футбольные навыки Шон стал заниматься смешанными единоборствами. О'Коннелл окончил Университет Юты по специальности психология. Он также учился в университете Вебера.

## Карьера в смешанных единоборствах

### Ранняя карьера
О'Коннелл дебютировал в профессиональном ММА в 2007 году, не имея предварительной подготовки, кроме кардио-кикбоксинга, которым он занимался, чтобы оставаться в форме. Несмотря на ограниченную подготовку, О'Коннелл добился успеха в начале своей карьеры и установил общий рекорд 6–2, после чего его пригласили в турнир The Ultimate Fighter: Team Nogueira vs. Team Mir. О'Коннелл, однако, выбыл в первом раунде, не попав в состав ни одной из команд. Позднее О'Коннелл, который вел спортивное ток-шоу на радиостанции в Сан-Франциско, имея победную серию из пяти боев и общий рекорд 14–4, пригласил президента UFC Дану Уайта прийти на эфир. О'Коннелл попросил Уайта о контракте в прямом эфире, и год спустя он был подписан. О'Коннелл был соведущим популярного спортивного ток-радиошоу на ESPN700 в Юте под названием The OC and Hackett Show.

### Ultimate Fighting Championship
О'Коннелл дебютировал в промоушене  16 апреля 2014 года в качестве замены на турнире The Ultimate Fighter Nations Finale против Райана Джиммо. О'Коннелл потерпел поражение нокаутом в первом раунде.
Следующим для него стал бой против Джана Вилланте 28 июня 2014 года на турнире UFC Fight Night 43, где он заменил травмированного Энтони Пероша. О'Коннелл проиграл бой раздельным решением судей. Их выступление принесло обоим участникам награды «Лучший бой вечера».
18 января 2015 года О'Коннелл встретился с Мэттом Ван Буреном на турнире UFC Fight Night 59; он победил техническим нокаутом в третьем раунде. Оба бойца получили награду «Лучший бой вечера». Затем он встретился с Энтони Перошем 10 мая 2015 года на турнире UFC Fight Night 65. Он выиграл бой техническим нокаутом в первом раунде.
О'Коннелл хорошо известен своими "выходками" на взвешивании перед боями. Это стало его визитной карточкой, поскольку видео с его взвешиваниями в UFC увеличило количество зрителей. "Выходки" например удар Мэтта Ван Бюрена по носу или импровизированную игру «камень ножницы бумага» с Перошем. Он утверждал, что делал всё это, чтобы добавить легкомыслия в напряжённую ситуацию.
О'Коннелл встретился с Илиром Латифи 17 января 2016 года на турнире UFC Fight Night 81. Он проиграл бой нокаутом в первом раунде.
В следующий раз О'Коннелл встретился со Стивом Боссе 18 июня 2016 года на турнире UFC Fight Night 89. Боссе одержал победу единогласным решением судей. Оба бойца получили награду «Лучший бой вечера».
О'Коннелл встретился с Кори Андерсоном 9 декабря 2016 года на турнире UFC Fight Night 102. Он проиграл бой техническим нокаутом во втором раунде.

### Professional Fighters League
О'Коннелл подписал контракт с PFL в 2018 году. В своем дебютном бою он встретился с Ронни Маркесом на PFL 2 21 июня 2018 года в Чикаго, штат Иллинойс, выиграв бой техническим нокаутом во втором раунде.
В своем втором бою О'Коннелл встретился с Бозигитом Атаевым на PFL 7 30 августа 2018 года. Он проиграл бой техническим нокаутом в первом раунде.
Осенью 2018 года О’Коннелл принял участие в турнире PFL в полутяжёлом весе. На PFL 9 13 октября 2018 года он победил Дэна Спона решением большинства судей в четвертьфинальном раунде, а затем в ту же ночь сразился со Смелиньо Рамой в полуфинальном раунде, одержав победу нокаутом. О'Коннелл встретился с Винни Магальяйнсом в финале турнира на PFL 11 31 декабря 2018 года. Он выиграл поединок техническим нокаутом между третьим и четвертым раундами после того, как угол Магальяйнса отказался от продолжения боя. Благодаря этой победе О'Коннелл стал чемпионом PFL в полутяжелом весе 2018 года и получил денежный приз в размере 1 миллиона долларов. Примечательно, что О'Коннелл однажды работал ведущим в PFL, комментируя бои в тот же вечер, что и один из его собственных боев. О'Коннелл был нанят в команду вещания лиги после завершения карьеры в качестве комментатора.

### Завершение карьеры
После победы на турнире PFL в 2018 году О'Коннелл объявил, что прекращает карьеру.

## Титулы и достижения

### Смешанные единоборства
- Professional Fighters League
  - Чемпион PFL в полутяжелом весе.
- Ultimate Fighting Championship
  - Обладатель премии «Лучший бой вечера» (три раза) против Джана Вилланте, Мэтта Ван Бурена[англ.], Стива Боссе[англ.].

## Статистика в смешанных единоборствах
| Боёв 31  | Побед 21 | Поражений 10 |
| -------- | -------- | ------------ |
| Нокаутом | 12       | 6            |
| Сдачей   | 3        | 2            |
| Решением | 6        | 2            |

| Результат | Рекорд | Соперник            | Способ                                | Турнир                                | Дата             | Раунд | Время | Место                  | Примечание                                             |
| --------- | ------ | ------------------- | ------------------------------------- | ------------------------------------- | ---------------- | ----- | ----- | ---------------------- | ------------------------------------------------------ |
| Победа    | 21-10  | Винни Магальяйнс    | TKO (остановка углом)                 | PFL 11                                | 31 декабря 2018  | 3     | 5:00  | Нью-Йорк, США          | Выиграл турнир PFL в полутяжелом весе 2018 года        |
| Победа    | 20–10  | Смелиньо Рама       | KO (удары)                            | PFL 9                                 | 13 октября 2018  | 1     | 1:45  | Лонг-Бич, США          | Полуфинал турнира PFL в полутяжелом весе 2018 года     |
| Победа    | 19–10  | Дэн Спон            | Решение большинства                   | PFL 9                                 | 13 октября 2018  | 2     | 5:00  | Лонг-Бич, США          | Четвертьфинал турнира PFL в полутяжелом весе 2018 года |
| Поражение | 18-10  | Бозигит Атаев       | TKO (удар с разворота и удары руками) | PFL 7                                 | 30 августа 2018  | 1     | 3:30  | Атлантик-Сити, США     |                                                        |
| Победа    | 18-9   | Ронни Маркесом      | TKO (удары)                           | PFL 2                                 | 21 июня 2018     | 2     | 0:41  | Чикаго, США            | Бой за титул чемпиона UFC в лёгком весе.               |
| Поражение | 17-9   | Кори Андерсон       | TKO (удары)                           | UFC Fight Night 102                   | 9 декабря 2016   | 2     | 2:36  | Олбани, США            |                                                        |
| Поражение | 17-8   | Стивом Боссе        | Единогласное решение                  | UFC Fight Night 89                    | 20 августа 2016  | 3     | 5:00  | Оттава, Канада         | Лучший бой вечера                                      |
| Поражение | 17-7   | Илир Латифи         | KO (удары)                            | UFC Fight Night 81                    | 17 января 2016   | 1     | 0:30  | Бостон, США            |                                                        |
| Победа    | 17-6   | Энтон Перош         | TKO (удары)                           | UFC Fight Night 65                    | 10 мая 2015      | 1     | 0:56  | Аделаида, Австралия    | Лучший бой вечера                                      |
| Победа    | 16-6   | Мэттом Ван Буреном  | TKO (удары)                           | UFC Fight Night 59                    | 18 января 2015   | 3     | 2:11  | Бостон, США            | Лучший бой вечера                                      |
| Поражение | 15-6   | Джан Вилланте       | Раздельное решение                    | UFC Fight Night 43                    | 28 июня 2014     | 3     | 5:00  | Окленд, Новая Зеландия |                                                        |
| Поражение | 15-5   | Райана Джиммо       | KO (удары)                            | The Ultimate Fighter Nations Finale   | 16 апреля 2014   | 1     | 4:27  | Квебек, Канада         |                                                        |
| Победа    | 15-4   | Маркхейл Веддерберн | Сдача (удушение сзади)                | MFC 39                                | 17 января 2014   | 1     | 1:48  | Эдмонтон, Канада       |                                                        |
| Победа    | 14-4   | Марвин Истман       | Единогласное решение                  | Showdown Fights 12                    | 28 сентября 2013 | 3     | 5:00  | Орем, США              |                                                        |
| Победа    | 13-4   | Крис Гиллен         | TKO (удары)                           | Showdown Fights 9                     | 16 ноября 2012   | 3     | 0:21  | Орем, США              |                                                        |
| Победа    | 12-4   | Кип Рамос           | TKO (удары)                           | Showdown Fights 7                     | 12 мая 2012      | 1     | 0:33  | Орем, США              | Дебют в полутяжёлом весе.                              |
| Победа    | 11-4   | Тревор Карлсон      | Единогласное решение                  | Showdown Fights 6                     | 24 февраля 2012  | 3     | 5:00  | Орем, США              |                                                        |
| Победа    | 10-4   | Бен Фуймаоно        | TKO (удары)                           | Fight Night: Explosion                | 10 июня 2011     | 1     | 4:34  | Солт-Лейк-Сити, США    |                                                        |
| Поражение | 9-4    | Джозеф Хенле        | Сдача (удушение сзади)                | ZarMMA: Fight Night                   | 12 ноября 2010   | 2     | 1:15  | Лейтон, США            |                                                        |
| Победа    | 9-3    | Тони Кинг           | Единогласное решение                  | UFO: Rumble at the Races              | 24 июля 2010     | 3     | 5:00  | Кенневик, США          |                                                        |
| Победа    | 8-3    | Дуайт Паркер        | Сдача (удушение сзади)                | WCFC: World Championship Full Contact | 3 апреля 2010    | 2     | 1:49  | Солт-Лейк-Сити, США    |                                                        |
| Поражение | 7-3    | Джордан Смит        | Сдача (удушение сзади)                | Throwdown Showdown 3                  | 20 февраля 2009  | 1     | 2:30  | Солт-Лейк-Сити, США    |                                                        |
| Победа    | 7-2    | Хэнк Вайс           | Решение                               | Jeremy Horn's Elite Fight Night 5     | 14 ноября 2008   | 3     | 5:00  | Лейтон, США            |                                                        |
| Поражение | 6-2    | Хэнк Вайс           | KO (удары)                            | Jeremy Horn's Elite Fight Night 1     | 5 апреля 2008    | 2     | 0:08  | Лейтон, США            |                                                        |
| Победа    | 6-1    | Лима Пуле           | Сдача (удушение сзади)                | UCE: Worlds Collide                   | 1 декабря 2007   | 2     | 3:28  | Солт-Лейк-Сити, США    |                                                        |
| Победа    | 5-1    | Лима Пуле           | Решение большинства                   | UCE: Episode 6                        | 10 ноября 2007   | 3     | 5:00  | Солт-Лейк-Сити, США    |                                                        |
| Победа    | 4-1    | Дэвид Томас         | TKO (удары)                           | UCE: Episode 6                        | 18 августа 2007  | 2     | 2:44  | Солт-Лейк-Сити, США    |                                                        |
| Поражение | 3-1    | Кевин Хилл          | TKO (удары)                           | UCE: Episode 1                        | 14 июля 2007     | 1     | 0:47  | Солт-Лейк-Сити, США    |                                                        |
| Победа    | 3-0    | Эрик Венцель        | TKO (удары)                           | UCE: Finals                           | 16 июня 2007     | 1     | 1:24  | Солт-Лейк-Сити, США    |                                                        |
| Победа    | 2-0    | Кеннет Вирфс        | KO (удары)                            | UCE: Episode 7                        | 19 мая 2007      | 1     | 0:37  | Солт-Лейк-Сити, США    |                                                        |
| Победа    | 1-0    | Джейсон Делрио      | KO (удары)                            | UCE: Episode 2                        | 17 апреля 2007   | 1     | 0:36  | Солт-Лейк-Сити, США    |                                                        |